# Прапор Юр'ївського району
Пра́пор Ю́р'ївського райо́ну затверджений 27 лютого 2013 р. рішенням сесії Ю́р'ївського районної ради.

## Опис
Прямокутне полотнище з співвідношенням сторін 2:3 складається з трьох вертикальних смуг — червоної, зеленої, червоної — у співвідношення 1:6:1. У центрі Святий Георгій у жовтих шатах, у червоному плащі, з білим списом із жовтим наконечником та білим овальним щитом, на якому червоний прямий хрест. Над жовтим німбом 12 жовтих насінин соняха півколом.
Автор — О. Ю. Потап.
Художники — С. С. Данович, С. А. Данович.